# 역사적 예수

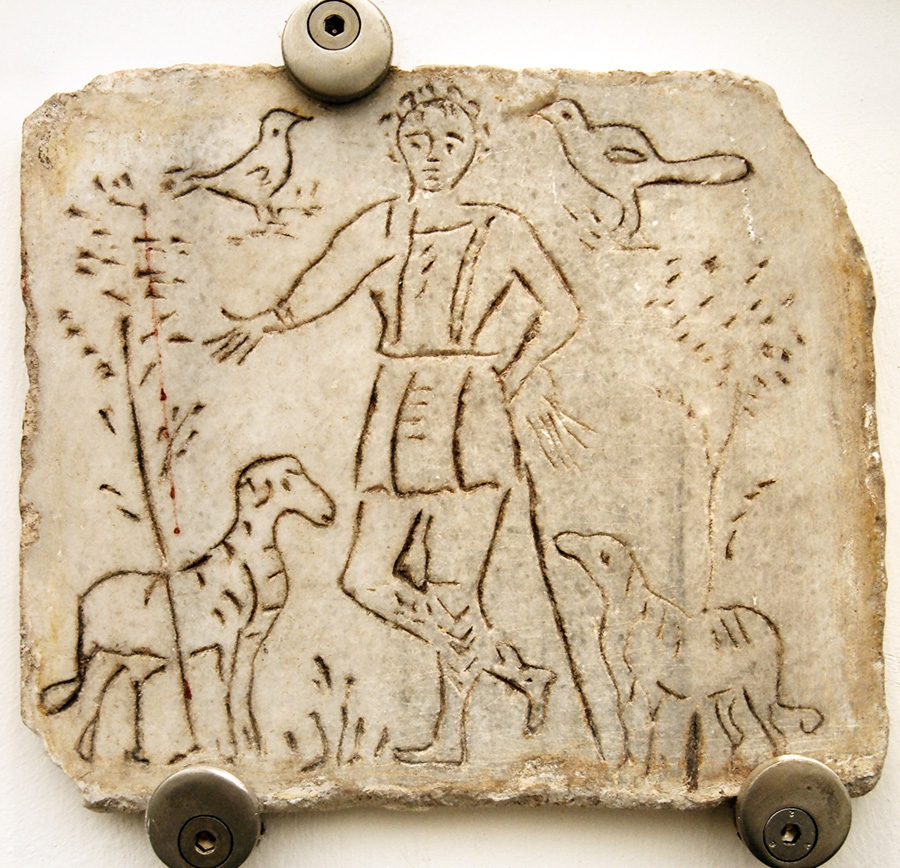
초기 기독교의 예수 이미지

역사적 예수(歷史的 - , 독일어: Jesus von Nazaret, 영어: historical Jesus)는 1세기 팔레스타인에서 살았던 나사렛의 예수에 관하여 자유주의 신학자들이 "신약성경에 나타난 예수상은 계몽된 이성으로는 믿을 수 없기 때문에 실제 역사적으로 있었던 예수상을 찾자"고 하여 신앙과 분리되어 예수에 관한 역사비평 방법(critical historical methods)을 사용한 연구 주제이다.
역사적 예수 논구 운동은 알베르트 슈바이처의 박사 학위 논문인 <역사적 예수에 대한 탐구>(독일어: Von Reimarus zu Wrede: eine Geschichte der Leben-Jesu-Forschung, 영어: The Quest of the Historical Jesus, From Reimarus to Wrede: a History of Life-of-Jesus Research)가 있으며 이러한 그리스도론은 근대 서구 신학계에서 자유주의 신학에 영향을 주었던 17-18세기 유럽의 합리주의와 계몽주의의 역사비평주의 영향으로 등장하였다. '교리적 그리스도'가 사도신경, 니케아 신조 등 신조 또는 복음서 저자들의 신학으로 해석한 기독교 교리적 그리스도라면, '역사적 예수'는 역사 속에서 살았던 인물로서 예수의 삶을 주목하여 바라본 예수를 말한다. 다시 말해, 1세기 팔레스타인에서 역사적 인물로 실재했던 ‘예수’가 누구인지를 밝히려고 시도하는 연구다. 이러한 재구성은 그의 생애에 관한 1차 사료인 복음서 본문에 대한 성서 비평적 분석에 그 기초를 두고 있으며, 그가 살았던 당시 역사적이고 문화적인 맥락을 연구하고 있다.
신약성경에 따르면, 역사적 예수는 로마 제국 식민지였던 갈릴리라는 가난한 사람들이 모여사는 고장에서 목수라는 직업을 가진 유대인으로 제2성전 시대 후기 유대교에 메시아적이고 묵시적인 기대가 있던 시기에 살았다. 예수는 세례 요한이 처형 당한 이후 "종말론적인 예언자이자 자율적인 윤리 교사"로 보일 수 있는 행동으로 2-3년간 활동하였다. 예수는 놀랍고 독창적인 비유를 말했고, 그 가운데 많은 게 다가오는 하나님 나라에 관한 것이었다. 이후 예루살렘으로 향했고, 그곳에서 '거룩한 성전'을 더럽히는 환전상과 제물로 쓰일 비둘기 등의 동물과 판매상을 쫓아내는 '성전정화 사건'을 일으켰다. 이때는 유월절로 예루살렘에서 정치적이고 종교적인 갈등이 고조된 시기였다. 예수는 유대인들이 하나님을 경외하는 태도에 대해 매우 옳지 않다고 여겼으며, 특별히 유대인의 제사장들의 이중적인 태도인 사람들 앞에서는 의를 행하려고 하고, 하나님앞에서 의롭지 못한 태도, 회당과 큰거리 어귀에서 기도하여 사람들로부터 칭송을 받기를 좋아했으며, 사람들이 갖고온 성전 예물은 기뻐하면서 가난한 이웃들에게는 멸시와 조롱과 율법을 이용하여 정죄한 그들의 행위가 하나님앞에 바르지 못함을 지적하였다. 그러자 이들은 특히 예수가 안식일에 병자들에게 치유를 행하거나, 예수의 제자들이 이삭을 줏는 일까지 쫒아다니며 비난했으며, 예수가 죽은자를 살리는 놀라운 사건들이 발생하여 소문이 퍼지고 사람들이 모두 예수와 제자들을 쫒아 다니자, 유대의 율법을 통해 유대 백성들을 다스려야 할 제사장들은 위기감을 느꼈고, 그들은 예수가 유대인의 왕이 될것을 두려워하였다. 유대 민족을 지배하던 율법에 매여 살고 있었던 유대인들은 예수가 전한 메시지를 통해, 그들의 사회를 억압하는 잘못된 서기관들의 메시지가 옳지 않다는 것을 알게 될것이 두려워진 율법 학자들과 제사장들은 예수가 전한 메시지를 이용하여 그를 정죄하기 시작하였다. 성전 제사를 제일로 삼았던 제사장들에게 예수가 전한 "성전을 헐라. 내가 사흘만에 다시 일으키리라" 라는 메시지는 그들에게 치명적인 고소 거리로 제공되어 졌다. 대 제사장과 공회는 예수를 죽이기 위해 거짓증인을 이용하여, 예수를 고소하는데 앞장 섰으며, 결국 그들은 유다의 배신에 의해 은 30냥에 팔린 예수를 그 당시 유대 사마리아와 이두매를 다스렸던 5대 로마 총독이었던 본디오 빌라도에게 데려가고, 빌라도는 예수가 사형을 당할 만한 근거가 없다고 여러번 유대인들에게 사면해 줄것을 요청하였으나, 간악한 유대인들과 제사장들과 무리들은 합세하여 예수를 십자가에 못 박을 것을 강요했다. 무리의 동요로 자신의 위치가 흔들 릴것을 두려워한 당시 유대 총독(soldiers of the governor)이었던 본디오 빌라도(Pilate)는 예수를 채찍질하도록 군병에게 지시 하게 되었고,  예수는 당시 유대의 전례에 따라 40대의 태형과 가시 면류관을 쓰게 되었는데, 그 당시 유대 병사들은 살이 찢겨지는 쇠 유리가죽으로 만든 가죽 채찍을 이용하여 예수를 매질 하였고 그들은 예수의 몸에 홍포를 입혀 조롱한 후에 다시 빌라도 앞에 세워 유월절 전날 심판을 받게 하기 위해 총독앞에 세웠다 . 그러나 예수는 자신이 죽는것은 유대인들의 고소가 아니라 하늘에 계신 아버지께서 이 모든 일을 주장하신다고 하자, 빌라도는 예수 에게서 사형을 당할만한 근거가 없다고 판단하여, 유월절의 유대인의 관례를 이용하여 예수를 석방하고자 관청앞에 모인 유대인 무리들에게 당시의 살인자로 끌려온 바라다와 예수를 세워, 유대인들로 하여금 선택을 하게 한다. 그러나 그자리에 있던 대 제사장과 장로들이 바라바를 놓아주고 예수를 십자가에 못 박게 해 달라고 요청하자, 당시의 유대 총독이었던 빌라도(Pilate)는 민란이 일어날 것이 두려워 그들의 요청대로 예수가 십자가에 못 박히도록 넘겨주게 되었다.  예수는 처형되어 죽은 이후 사흘만에 다시 살아 났다. 그러자 예수의 시체를 찾지 못한 대 제사장과 장로들은 부활한 예수의 시체를 누군가 훔쳐 갔다고 거짓말을 병사들에게 퍼뜨리도록 돈으로 매수 하였다. 그러나 예수가 살아난 모습을 본 많은 사람들이 있으며, 그의 제자들이었던  동생 야고보와 사도들은 "예수가 부활했다"고 주장했으며, 예수의 시체는 2000년이 지난 현재까지 어디에서도 발견되지 않고 있다. 예수 가 이 땅에서 삼년간 그의 제자들과 함께 행했던 사역의 주요한 사건들은 그를 배신한 유다를 제외한 열한 제자들에 의해 책으로 기록되거나, 전파되어서 오늘날  온세계 인구의 1/3이 예수가 이스라엘의 베들레헴에서 메시야로 이 땅에 오셔서 부활하신 하나님의 아들로 믿고 있으며, 이후 예수의 죽음과 부활로 말미암아, 제자들에 의해 전파된 복음은 유대교에서 분리해 초기 기독교로 발전되어 져 갔다.

## 1세기 팔레스타인의 사회·문화적 배경

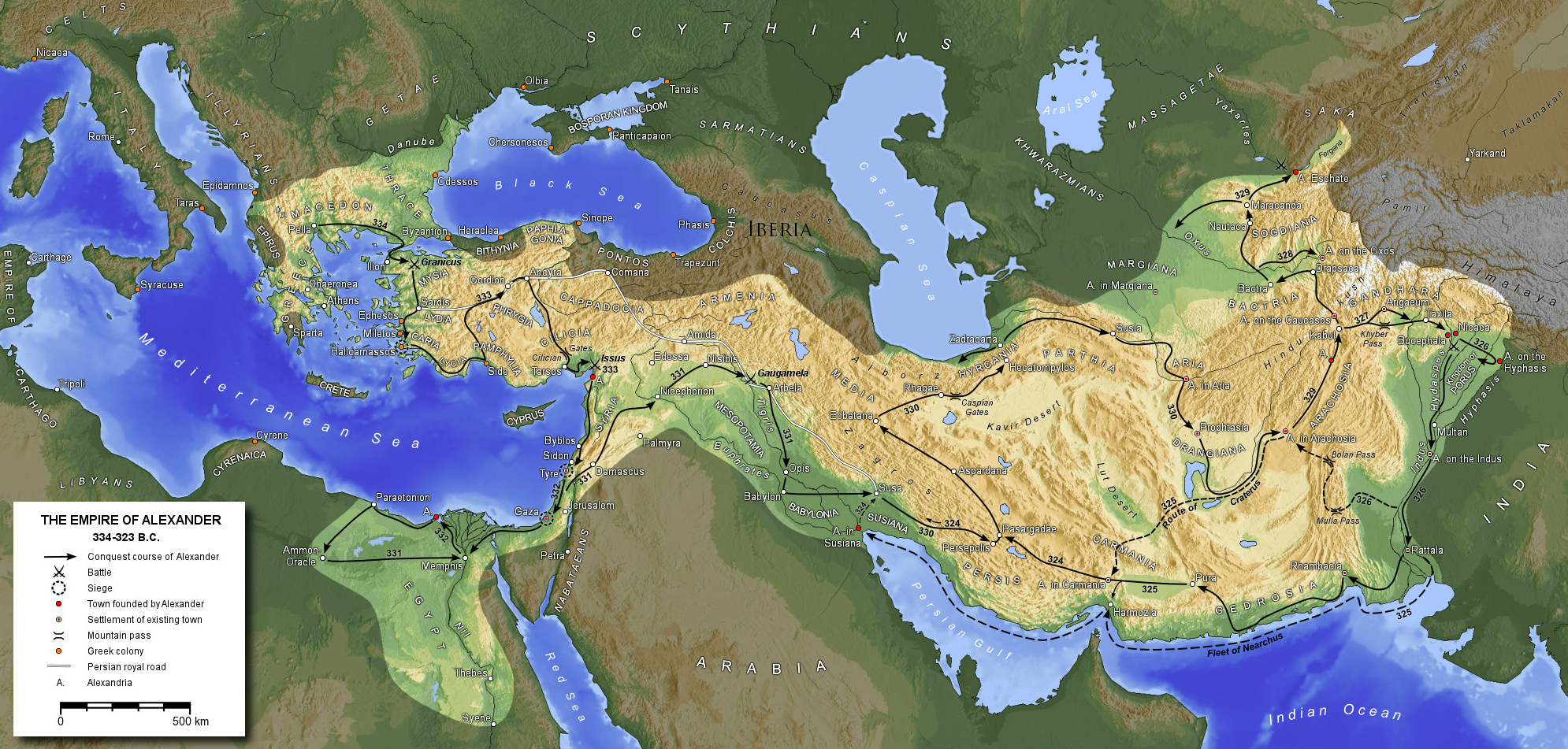
알렉산드로스 대왕의 제국

1세기 팔레스타인의 문화는 전통적인 유일신 신앙인 유대교(Judaism)와 외래문화인 헬레니즘(Hellenism)으로 이루어져 있었다. 여기서 헬레니즘이란 그리스 문화가 기원전 4세기 후반부터 띠기 시작한 새로운 형태로서, 그 시기에 동부 지중해 세계의 판도를 바꾼 알렉산드로스 대왕의 원정이 있었다. 페르시아 제국을 이수스 전투, 가우가멜라 전투 등의 정복 전쟁으로 정복하고 인도로 향하는 길을 연, 그의 원정의 뒤를 따라서 헬레니즘 문화가 생겨났다. 알렉산드로스 대왕 사후 그의 장군들이 정치적 암투를 벌이면서 제국은 분할되었지만, 헬레니즘 문화는 지중해 동부 세계에서 7세기 아랍 제국의 정복이 있기까지 지배적인 문화로 남아 있었다.
예수가 살던 시대의 팔레스타인에서 개인의 권리와 자유를 강조하는 개인주의는 매우 낯선 사고방식이었다. 당시 팔레스타인 사람들은 가족이나 가문 같은 친족 집단끼리 서로 연결되어 사는 공동체적 전통을 존중하는 세계관 속에서 공동체적 문화와 유대교 전통을 존중하는 세계관 속에서 살고 있었다. 따라서 개인의 사적 이익보다는 가문의 명예를 더 중요시했고, 유대교적 가치가 경제적인 가치보다 중요하였다. 예수 시대에는 법은 소위 모세 율법 또는 모세 5경이라고 불리는 율법(Torah)과 종교적 관습법이 유대인의 규범이었다.
또한 그들의 우주관은 오늘날의 입장에서는 신화적이었다. 그들은 천상이 세 가지 층으로 구분되어 있다고 생각하였다.
그래서 사도 바오로는 코린토 교회에 보낸 서신서에서 다음과 같은 말을 한다.
| “ | 자랑해서 이로울 것은 없지만 나는 자랑하지 않을 수 없습니다. 이제 나는 주님께서 보여주신 신비로운 영상과 계시에 대하여 말씀 드리겠습니다. 내가 잘 아는 그리스도 교인 하나가 십사 년 전에 셋째 하늘까지 붙들려 올라간 일이 있었습니다. | ” |
|   | — 고린토인들에게 보낸 둘째 편지(2코린) 12,1~2 , 공동번역 |   |

신약성서시대의 팔레스타인

알렉산드로스 대왕(기원전 356~323년)이 죽은 뒤 168년부터 167년 사이에 셀레우코스 왕조의 안티오쿠스 4세 에피파네스는 유다인을 헬라주의자로 만들기 위해 강제적인 반유대주의 정책을 폈다. 음식법과 안식일 준수, 성전에서 하느님에게 올리는 제사 같은 유다교의 특성을 외국의 왕인 에피파네스가 제거하려 하였다.
| “ | (안티오제국이 분할되면서, 팔레스타인번제를 드리거나 희생제물을 드리거나, 술을 봉헌하는 따위의 예식을 하지 말 것. 안식일과 기타 축제일을 지키지 말 것. 성소와 반유대주의 정책을 성직자 지역은 이집트와 함께 프톨레마이오스 왕조의 지배를 받기도 하고, 북쪽으로는 셀레우코스 왕조의 지배를 받기도 하였다. 전반적으로 이 시기에 걸쳐 기원전 2세기 초까지 외국의 왕들이 팔레스타인을 지배하였다. 물론 이 시기에는 적어도 종교의 자유는 허락되었다. 그러다 기원전 쿠스 에피파네스) 왕은 또 사신들을 예루살렘과 유다의 여러 도시에 보내어 다음과 같은 칙령을 내렸다.유다인들은 이교도들의 관습을 따를 것. 이교의 제단과 성전과 신당을 세울 것. 돼지와 부정한 동물들을 희생제물로 잡아 바칠 것. 사내아이들에게 할례를 주지 말 것. 온갖 종류의 음란과 모독의 행위로 스스로를 더럽힐 것. 이렇게 하여 율법을 저버리고 모든 규칙을 바꿀 것. 이 명령을 따르지 않는 자는 사형에 처한다. | ” |
|   | — 마카베오기 상권 1,44~50 , 공동번역 |   |

이러한 종교 탄압에 대하여 유대 민중은 안티오쿠스에게 저항했고 짧은 기간 자치 정부를 수립하였다. 그러나 자치 정부인 하스몬 왕조(Hasmonean Kingdom)는 헬라적 왕조의 모습을 닮아갔고, 그것은 종교적 자유를 향한 유대인의 근본적인 기대와 어긋났다. 결국 불안정한 정치 상황은 기원전 1세기 중엽 유다가 로마의 침략을 받게 되는 계기가 되었다.
셀레우코스 왕조의 안티오쿠스 4세 에피파네스가 추진한 강압적인 헬라화 정책이라는 위기 속에서 유대교는 새롭게 형성되었다. 옛 귀족 계층은 다양한 당파로 갈라져 각축을 벌였다.
| “ | 하스몬 왕조는 유대교 사제(제사장) 중심의 잔류 귀족(사두개파)과 결탁해 새로운 지배층을 형성했다. 이 새로운 지배층은 원래 동맹을 맺었던, 바리사이파 즉 율법학자와는 등을 돌리고, 자신들 스스로 멀리했던 옛 귀족 계층과 새로운 종교적 세력을 가진 동맹관계에 돌입했는데, 이것이 에세네파로 나타났다. 따라서 유대교의 고전적인 종파는 모두 기원전 200년경에 모습을 드러냈고, 예수 시대의 유대교에까지 영향을 끼쳤다. | ” |
|   | — 게르트 타이센, 아테네 메르츠,《역사적 예수》 |   |

역사적 예수가 등장하기 전에 30여년 동안 로마 황제를 대신하여 헤롯 대왕이 유대지역을 다스렸다. 그는 여러 건축사업을 벌였는데, 예루살렘 성전을 제건하였고 마사다 요새도 그가 세운 것이었다. 이 과정에서 헤롯은 감당하기 어려운 세금을 백성들에게 거두어들였고, 이로 인해 많은 사람들이 가난에 시달리게 되었다. 기원전 4년에 헤롯 대왕이 죽고, 역사적 예수가 활동한 기간에는 헤롯 안티파스가 유대 지역을 다스렸다.
기원전 1세기 중엽에 로마 제국은 동방정벌을 감행한다. 특히 70년의 성전 파괴는 가장 치명적인 타격이었다. 왜냐하면 성전이 파괴되었다는 것은 이스라엘의 하느님 야훼에게 제사(예배)를 드릴 장소가 없게 됨을, 즉 유대인이 종교적으로 단결할 장소가 없게 되었음을 뜻하기 때문이었다. 하지만 유대 독립 전쟁을 진압함으로써 예루살렘 성전 파괴는 유대교의 성격이 바뀐 계기가 되기도 했다. 로마군이 예루살렘 성전을 파괴하여 예루살렘 성전에서 제사를 드릴 수 없게 되면서, 제사·예루살렘 성전·제사장 중심의 종교에서 율법·유대교 회당(시나고그(Synagogue))·율법학자 중심의 종교로 변하지 않을 수 없게 되었기 때문이다.

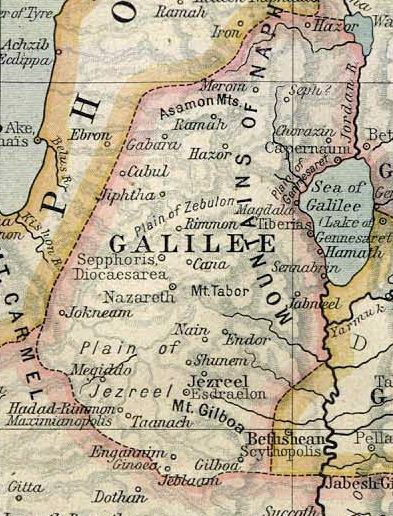
고대 갈릴래아 지역

예수의 첫 제자들은 모두 팔레스타인 사람이었으며, 그중 대부분은 갈릴래아(갈릴리) 출신이었다.
그러므로 역사적 예수를 이해하려면, 이 시대 팔레스타인, 특히 갈릴래아의 피라미드식 사회 계층 구조를 살펴봄이 유익하다.
게르하르트 렌스키(Gerhard Lenski)는 1세기 지중해 세계가 산업화 이전의 발전된, 전형적인 농업 사회였다고 보았다. 이런 사회는 소수 엘리트의 필요를 충족시키는, 복잡한 계급 구조 속에서 이루어지는 농업 생산을 그 경제적 기반으로 한다. 따라서 당시 팔레스타인의 사회경제적 조직의 기초에는 농민이 있었다. 이들은 전체 인구의 약 70퍼센트 이상을 차지했으며, 조상 대대로 내려온 생활 방식을 유지하였다. 이들 중 일부는 가뭄 같은 일시적인 농업 재난으로 인해 자신의 농지를 잃고 소작인으로 전락했는데, 성전세를 명목으로 자영농의 토지를 수탈하고, 그 자리에 당시 인기 작물이었던 종려나무를 심은 예루살렘 성전의 탐욕도 소작인 전락의 원인이었다.
팔레스타인 농민들의 가장 주된 관심사는 그들보다 상위의 계층에 속한 사람들이 자신들의 몫을 가져간 후에도 과연 생활을 유지할 만큼의 식량(물품)이 남아 있을까 하는 것이었다. 농민과 유사한 처지에 있는 사람들은 ‘시골 프롤레타리아’(rural proletariat)로서, 떠돌이 일당 노동자, 떠돌이 기술자, 산적 등이 해당했다. 이들은 이전에는 농민이었다가 경제적으로 몰락한 사람들로, 농민 계층과 정서가 통했으며, 경제적 사회적 압박으로 말미암아 농민보다 더 불안정한 삶을 영위해야 했다. 또한 농민과 유사한 수준의 계층에 속한 사람으로 지방의 장인(匠人)이 있었다. 이들은 전 인구의 약 3에서 7퍼센트를 차지했고, 기본적인 농기구와 가재도구를 공급했다. 그중 특별한 기술을 보유한 일부는 도시 엘리트 소비자에게 물건을 팔 수 있었지만, 대부분 장인의 고객은 최저 생계를 겨우 유지하는 사람이었다. 복음서는 나사렛 예수가 이러한 시골 장인 중 한 사람이었다고 말한다.
| “ | 저 사람은 그 목수가 아닌가? 그 어머니는 마리아요, … | ” |
|   | — 마르코 복음서 6:3 , 공동번역                      |   |

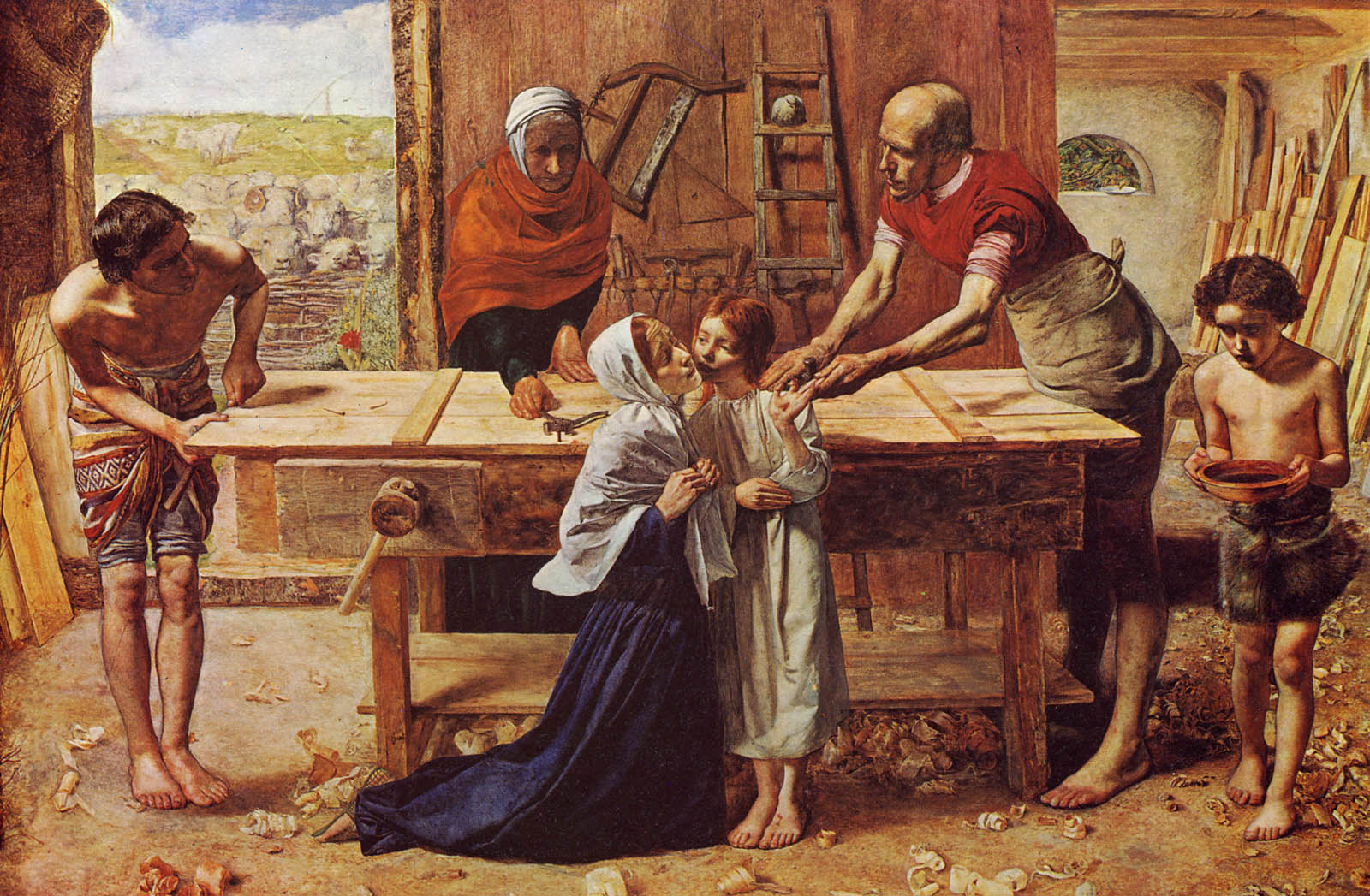
부모의 집에 있는 그리스도 존 에버트 밀라리스가 1850년에 그렸다. 라파엘 전파의 그림들은 예수 생애의 역사적 사실성에 대한 19세기의 관심을 반영하였다.

민중신학자 안병무 선생도 《갈릴래아의 예수》에서 복음서저자들이 예수가 목수의 아들로 소개함으로써 예수가 변변치 않은 직업을 가진 민중으로 이해하고 있음을 말하였고, 진보적 사회운동가 백기완 선생도 대중연설에서 "나는 기독교인들이 생각하는 기생오라비처럼 곱상한 예수는 당최 마음에 들지 않아. 내 생각에 그건 잘못된 그림이야. 예수는 노동자였어. 예수의 직업이 목수가 아니가서. 노동으로 단련된 몸을 가지고 있었을 거야. 그리고 예수는 부당한 사회질서에 대항한 깡따구 있는 인물이었다구."고 말함으로써 예수가 노동자요 예언자였다는 사실을 주목하였다.
농민 계층 바로 위에는 상인 계층이 있었다. 상인들은 대부분 노예 및 해방 노예였고, 이들은 엘리트 계층의 사람들과 옛 주인-평민 관계로 긴밀하게 연결되어 있었다. 엘리트 계층은 과세와 관련이 없는 상업의 대부분을, 그들의 노예 또는 해방된 노예를 통해 경영하여 수익을 얻었다.
다른 사회 계층은 렌스키(Lenski)가 ‘가신(家臣)들’이라고 부른 관료, 공무원, 직업 군인, 직업 종교인들로, 이들은 엘리트 계층의 권력을 확장하는 도구 구실을 한 계층이었다. 예수 시대에 이러한 가신들은 거의 모두 유대인이었고, 지방 재판관 및 행정가, 하급 세리들, 땅주인 대신 땅을 관리하던 청지기 등으로 성서에 등장하는데, 대부분의 가신은 사회 하층민에 대한 사랑이 부족했으며, 식민지 수탈 행위로 로마 제국의 부를 유지시키는 로마의 하수인에 불과했다.
실례로 복음서에서 언급된 세리들은 지배자인 로마 제국을 위해 많은 세금을 거두어 같은 동족을 착취하는 로마 제국의 하수인 노릇으로 부자가 된 식민지 수탈 행위 때문에 동족들에게 경멸을 받은 자들이었다. 즉, 로마 제국은 그들의 하수인인 식민지 세리들의 착취 행위로 부를 유지했던 것이다.
팔레스타인 사회의 최상위 계층은 도시 엘리트로, 전체 인구의 3퍼센트에 불과했으며, 이들의 신분은 팔레스타인이 헬라적으로 도시화된 것과, 약 50년 전에 헤로데 대왕(헤로데스 1세)이 자신의 지지자들에게 토지를 나누어 준 결과로 얻어진 것이었다. 따라서 이들은 유대인 동족보다는 에돔(히브리어: אֱדוֹם Edom) 사람인 헤로데 왕과 로마 제국에게 많은 유익을 제공해야만 자신의 지위를 유지할 수 있었다. 이들의 수입은 주로 토지세에서 나왔고, 관료 계층을 이용해 농민을 착취하였다.

## 1세기 팔레스타인의 정치적 상황

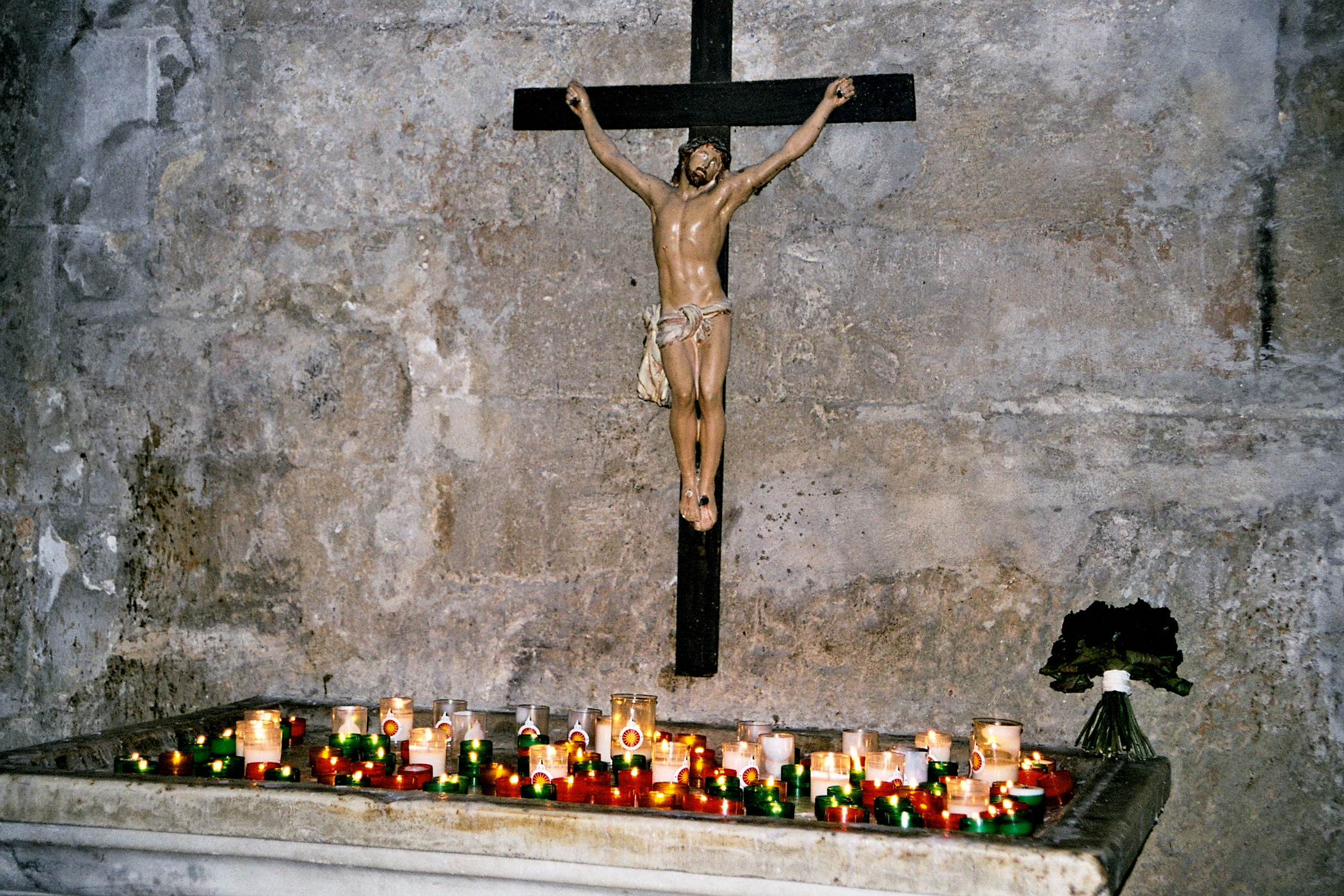
십자가에 달린 예수상(십자고상)

### 로마 제국의 지배
1세기 팔레스타인은 로마 제국의 식민지이었다. 로마 제국은 군사력으로 유지되는 사회였다. 레기온(legion)으로 불리는 로마의 군단은 지중해 연안에서 막강한 힘을 발휘하였다. 로마 제국의 레기온은 로마 시민만으로 구성된 중무장 보병이었다. 기원전 63년 폼페이우스는 1만 2천 명의 유대인을 학살하고, 3개월 동안의 포위 작전 끝에 예루살렘을 점령하였다. 점령 후에 폼페이우스는 이방인의 출입이 금지된 성스러운 공간인, 예루살렘 성전의 지성소에 들어갔다.
이후 로마에 병합된 팔레스타인은 로마 제국의 폭압적인 통치와 그로 인한 민중 반란, 그리고 민중 반란에 가담한 자들에 대한 보복으로 십자가형이 공개적으로 집행되는 정치적인 혼란을 겪었다. 요세푸스의 《유대 고대사》에 보면, 헤로데 대왕(헤로데스 1세)이 죽을 무렵인 기원전 4년에 벌어진 유대 민중의 봉기를 당시 시리아의 로마 총독인 바루스(Quintilius Varus)가 로마의 군단을 출동시켜서 진압했는데 그 과정에서 유대인을 무차별하게 학살했다고 기록하고 있다. 또한 로마제국이 임명한 첫 번째 유대 총독이었던 코포누스(Coponius)는 효율적인 세금 징수를 위해 AD 6년에 인구 조사를 실시하다가 유대인이 저항하자 수많은 사람을 죽였는데, 이 때의 저항은 열심당을 만든 갈릴리의 유다가 일으킨 것이었다.

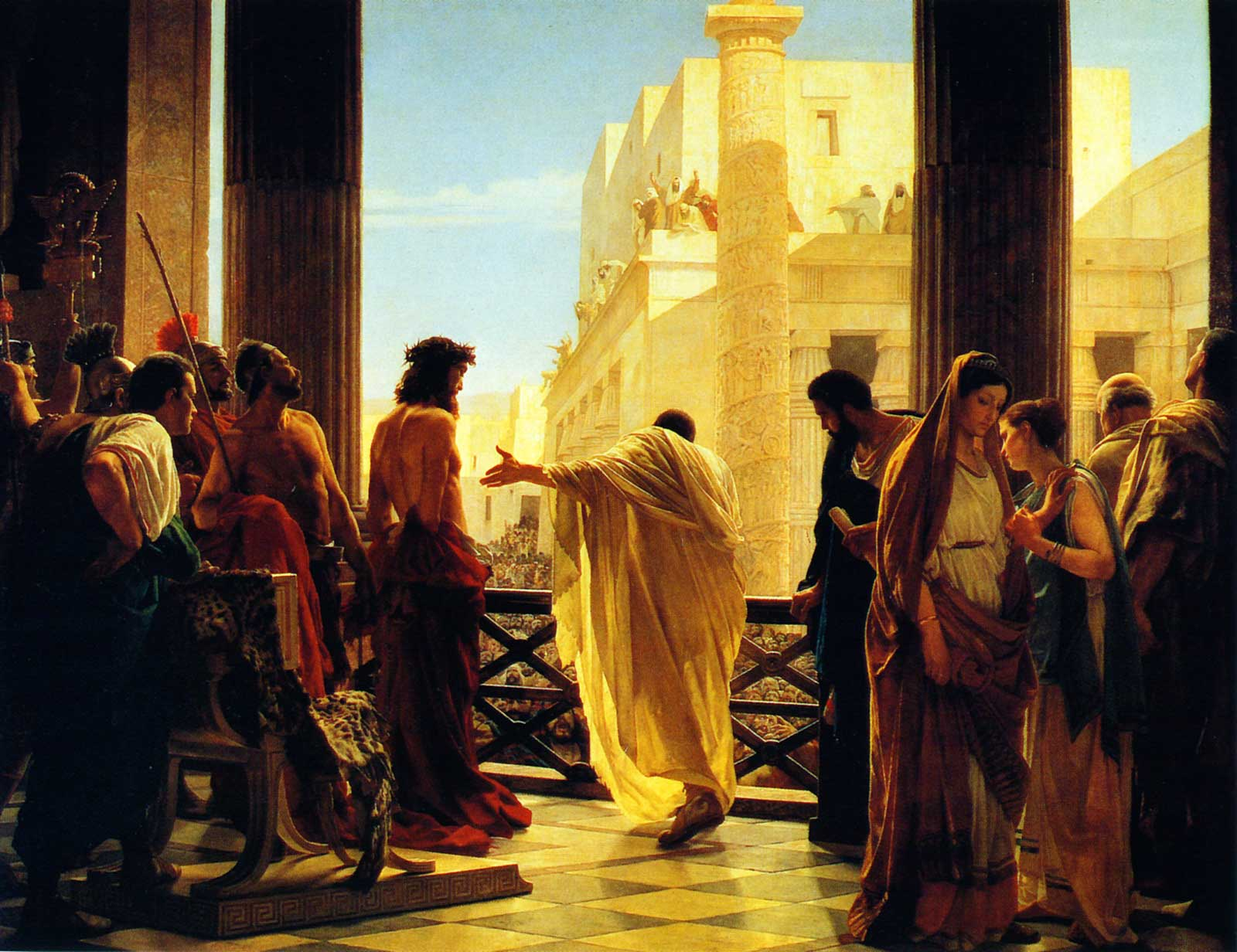
엑세 호모 ("이 사람을 보라"), 안토니오 시세리의 그림으로 로마제국이 임명한 팔레스타인 총독인 폰티우스 필라투스가 예루살렘 사람들 앞에서 예수를 채찍질하고 난 후 말하고 있는 장면을 묘사하였다.

예수의 재판관이기도 했던 필라투스(재임기간: AD 26-36)도 야훼 하느님을 모시는 성전의 재산을 탈취한 자신에게 저항하는 군중을 군대를 동원해 진압하였다. 그는 유대교의 전통을 전혀 존중하지 않아서 자신의 건설 사업을 하기 위해 성전의 재산을 이용하였는데, 그 자금은 성전 제사에서 사용할 제물을 구하기 위해 유대인들이 특별히 마련한 돈이었다. 알렉산드리아의 유대인 철학자 필론(Philon)은 로마 총독 폰티우스 필라투스에 대한 아그리파 1세(헤로데 대왕의 손자)의 인물평을 기록하였다.
잔인하고 고집스러우며 동정을 모르는 사람이었다. 그가 다스리던 시대의 유대는 뇌물과 폭행, 쟁탈, 압박, 능욕, 재판 없는 처형, 제한 없는 잔인성이 지배했다.

루가 복음서(누가 복음서)에도 빌라도가 제사를 드리던 갈릴래아(갈릴리) 사람을 학살했는데, 그 피가 제물에 흐를 정도로 끔찍했다는 내용이 나온다. 결국 폰티우스 필라투스 총독은 예언자라고 스스로를 소개한 사람이 기적을 행하는 모습을 구경하려고 몰려든 사마리아인들을 군대를 동원해 공격하는 실수를 저질렀고, AD 36년에 폭압적인 정치를 한 것에 책임을 지고 자리에서 물러나게 되었다.

## 역사적 예수는 누구인가

### 카리스마적 존재 예수
예수는 카리스마적 존재였다. 그에게는 설명하기 어려운 영향력이 발휘되어 추종자들을 매료시키고, 적대자들을 당황하게 했다. 예수 때문에 가장 당황한 것은 그의 가족이었고, 이들은 예수가 ‘미쳤다’고 생각했다(마르코 복음서 3:21).
예수는 재치 있는 경구를 통해 사람들에게 깊은 인상을 남겼다. 예를 들어 바리사이파 사람들과 헤로데 당원들은 당시 하느님의 아들로 불리는 로마 황제에게 세금을 내는 것이, 야훼를 유일신으로 믿는 유대인으로서 적절한 행동인지를 시비하여 예수를 곤란한 지경으로 몰아넣으려 했다. 이에 재담가 예수는 데나리온 한 닢을 보여 달라고 하면서, “데나리온 한 닢을 가져다 보여 다오.” 그들이 돈을 가져오자 “이 초상과 글자가 누구의 것이냐?”라고 물었다. “카이사르의 것입니다.”라고 대적자들이 대답하자 “그러면 카이사르의 것은 카이사르에게 돌리고 하느님의 것은 하느님께 돌려라.”(마르코 복음서 12:17, 마태오 복음서 22:21, 루가 복음서 20:25 / 공동번역)라고 대답한다. 이런 식의 경구는 짧고 독특한 표현으로 말미암아 민중의 기억에 오래도록 남았다. 그래서 최근의 역사적 예수 연구자들은 예수의 아포리즘, 즉 짧은 경구에 주목하여 역사적 예수의 본래 발언을 찾아내려고 한다. 예수의 아포리즘은 전통적인 속담과 격언이 담아낼 수 없는 놀라운 재치와 참신한 감각을 담고 있다. 전통 사회의 격언이 통속적인 지혜로서 문화 자체의 집단적이고 관습적인 세계관을 반영한다면, 예수의 아포리즘은 특정 개인의 색다른 관점이나 개념을 나타낸다. 정승우에 따르면, 진부한 일상적 세계관에 얽매여 새 시대의 징조를 읽지 못하는 기득권 세력에게 대항하는 예수의 가장 중요한 무기가, 바로 그들의 상식을 뒤집는 풍자의 아포리즘이었다.

### 예언자 예수
예언자(豫言者) 예수가 갈릴래아에서 하느님의 말씀을 전하면서 제일 중요하게 생각한 것은 하느님의 나라(그리스어: βασιλεία του θεου 바실레이아 투 테우[*])와 하느님의 정의였다.
| “ | 팔레스타인 외부에서는 예수가 가르친‘하느님의 나라’가 하느님의 구원의 메시지를 효과적으로 전달할 수 있는 말이 아니었다. 따라서 팔레스타인 지역에서만 활동한 역사적 예수만이, 하느님의 나라를 종말론적인 가르침, 즉 마지막 때에 대한 가르침의 중심에 놓을 수 있었다. 이 세상이 끝날 때가 되면 하느님은 인간을 구원하시는 동시에 심판하신다고 예수는 말한다. | ” |
|   | — 게르트 타이센, 아테네 메르츠, 《역사적 예수》 |   |

복음서에 따르면, 예수가 말한 하느님의 나라는 예수가 세상에 옴으로써 시작된 현재적 나라요(루가 복음서 11:20), 앞으로 세상에 오게 될 미래적 나라이다.(마태오 복음서 6:10) 다르게 표현하면, 복음서에 언급된 하느님 나라는 미래에 그 완전한 모습이 드러나지만 바로 그러한 미래의 나라에 대한 소식이 지금 이 땅에 살고 있는 사람을 회개하게 한다. 여기에서 말하는 "회개"는 단순한 유감 표명이 아니라 삶 전체의 진로 변경을 뜻하는 것으로, 복음서에서 묘사하는 예수는 구약의 선지자 요나처럼 사람들에게 회개하라고 외친다.
마르코 복음서에는 루가 복음서, 마태오 복음서와 더불어 예수의 성전정화사건이 나온다. 예루살렘 성전은 제사장, 환전상, 가축 상인들이 결탁하여 민중들을 착취하는 구조적인 악이 행해지고 있었던 강도의 소굴이었는데, 예수는 예언자적인 분노로 상인들을 쫓아낸다. 예수는 구약성서에 나오는 예언자들의 전통에 따라 민중을 착취하는 구조적인 악에 분노하고 투쟁한 예언자였던 것이다. 따라서 그의 하느님 나라는 억압 받으며 사회에서 소외된 사람들에게 해당하는 것으로, 그런 연약하고 보잘 것 없는 사람들이 하느님께서 시작하시는 새로운 역사에 참여하게 된다는 것이며 그들을 향한 하느님의 사랑과 은혜를 뜻한다.

### 치유자 예수

#### 예수의 치유전승
하느님 나라가 예수 설교의 중심이라면, 치유와 귀신 축출은 예수 활동의 중심이다. 예수는 병자를 고치고, 귀신을 쫓아내는 기이한 일을 일으켰다. 그 당시 유대인과 마찬가지로 역사적 예수를 연구했던 근대의 역사 연구가들은 예수의 기적에 대해 곤혹스러워 했다. 예수의 기적을 다룬 전승은 수없이 많은 옛 전승층에서 확인되고 있기 때문에, 쉽게 무시할 수 없다. 복음서 저자들은 예수의 치유기적을 강조하면서 이러한 치유는 예수가 하느님께서 주신 치유능력으로 귀신들린 사람, 병든 사람들을 치유함으로써 하느님 나라의 도래를 선언한 사건임을 보여주려고 하였다. 예수의 기적은 하느님나라의 도래를 알리는 소식이라는 의미를 가진 사건이지, 심리적 요인에 따른 것등으로 해석될 일이 아닌 것이다.
| “ | 예수께서 벙어리 마귀 하나를 쫓아내셨는데 마귀가 나가자 벙어리는 곧 말을 하게 되었다. 군중은 이것을 보고 깜짝 놀랐다. 그러나 더러는 "그는 마귀의 두목 베엘제불의 힘을 빌려 마귀들을 쫓아낸다." 하고 말하였으며, 또 예수의 속을 떠보려고 하늘에서 오는 기적을 보여달라고 하는 사람도 있었다. 그러나 예수께서는 그들의 생각을 알아채시고 이렇게 말씀하셨다. "어느 나라든지 갈라져서 싸우면 쓰러지게 마련이고 한 집안도 갈라져서 서로 싸우면 망하는 법이다.너희는 내가 베엘제불의 힘을 빌려 마귀를 쫓아낸다고 하는데 만일 사탄이 갈라져서 서로 싸우면 그 나라가 어떻게 유지되겠느냐? 내가 베엘제불의 힘을 빌려 마귀를 쫓아낸다면 너희 사람들은 누구의 힘으로 마귀를 쫓아내는 것이냐? 바로 그 사람들이 너희의 말이 그르다는 것을 지적할 것이다. 그러나 나는 하느님의 능력으로 마귀를 쫓아내고 있다. 그렇다면 하느님의 나라는 이미 너희에게 와 있는 것이다.(루가복음서 11:14-20/공동번역성서) | ” |

#### 기적에 대한 문헌에서의 이야기들
기적의 행위와 예외적인 사건에 관한 이야기는 유대교와 비유대교 문헌 모두에서 볼 수 있다. ‘마법의 파피루스’라고 불리는 문서에는 치유 및 귀신 축출, 저주를 위한 마법과 주문이 기록되었다. 마법은 이상한 조리법이나 제의적인 행위, 다양한 신의 이름이나 알아들을 수 없는 말이나 외국어를 길게 나열한 표현을 포함했다. 비유대교 세계에서 치유는 다양한 사당(祠堂, shrines)에서 일어났다. 청각 장애인, 중풍병자, 그리고 지체 장애인이 치유 받았다는 기록이 있다. 실제로 요한 복음서 5장에서 예수가 38년 된 병자를 만났던 연못 베데스다도 실제로는 병원이었으며, 천사가 와서 물을 휘젓는다는 그래서 환자들이 모이게 한 민간전설도 신약성서학자 요아킴 예레미야스에 따르면 베데스다의 북쪽 저수지에 일정한 양의 물이 찰 때마다 병자들이 대기하고 있던 남쪽의 목욕장으로 흘려보낸 것이다.
로마의 역사가 타키투스(Tacitus)는 베스파시아누스가 의사와 상담한 후에 어떻게 침을 사용하여 시각장애인을 치유했는지를 기록하고 있다.
유대 자료에도 치유 행위 등의 기적을 행한 여러 사람이 등장한다. 원을 그리는 사람 호니(Honi, 기원전 1세기)와 하니나 벤 도사(Hanina Ben Dosa, 기원후 1세기)라는 두 랍비가 그들이다. 하니나는 독사에 물렸다가 살아났고, 먼 거리에서 병자를 치유했다. 호니는 가뭄 때 비를 내려 달라고 기도하여 비가 내렸다. 또한 요세푸스는 자신의 눈으로 엘레아자르(Eleazar)라는 유대인 무당이 솔로몬의 마법을 이용해 귀신을 축출하는 것을 보았다고 기록하였다.

### 시인 예수
예수의 말 중 인상적인 것은 ‘비유’로, 짧고 시적인 이야기이다. 예수의 비유는 마태복음서의 기록에 의하면 예수 자신이 고향 갈릴리 나사렛 사람들에게 "저 사람은 목수의 아들이잖아? 지혜가 어디서 나왔지?"라며 배척할만큼(마태복음서 13장 38절)신분이 낮은 민중이었으므로 지식인들의 고상한 이야기가 아닌, 씨뿌리기, 어부의 물고기잡이, 결혼, 일용직 노동자처럼 민중들이 일상생활에서 경험할 수 있는 소재들로 만들어낸 이야기였다. 실제로 마태복음서 13장에 나오는 하늘나라에 대한 비유들은 하느님의 나라가 가까이 왔음을 강조하고 있는 이야기들이다.

### 스승 예수
예수가 가르친 윤리적 교훈은 하느님의 뜻에 완전하게 순종하는 사람을 위한 것이었다. 그의 모든 가르침은 유대 율법인 토라의 기반 위에 있었고, 그는 하느님을 사랑하고 이웃을 사랑하라는 두 계명을 토라의 핵심이라고 보았다. 그런데 예수는 그 계명을 적들과 이방 사람들과 종교적으로 소외된 자들에게까지 적용되는 것으로 발전시켰다. 안식일의 준수에 있어서는 아무것도 하지 말라는 규범에 대한 예외조항의 확대를 주장하였다. 즉 사람의 생명을 구하는 경우에는 안식일에 일하는 것을 허용하자는 것이다. 또한 예수는 거룩한 것과 더러운 것에 대한 구별에 회의적이었다. 예수는 자신을 따르는 제자들에게 가족이나 소유, 고향, 안정으로부터의 자유라는 급진적인 윤리를 요구하였다.

### 제의 창시자 예수

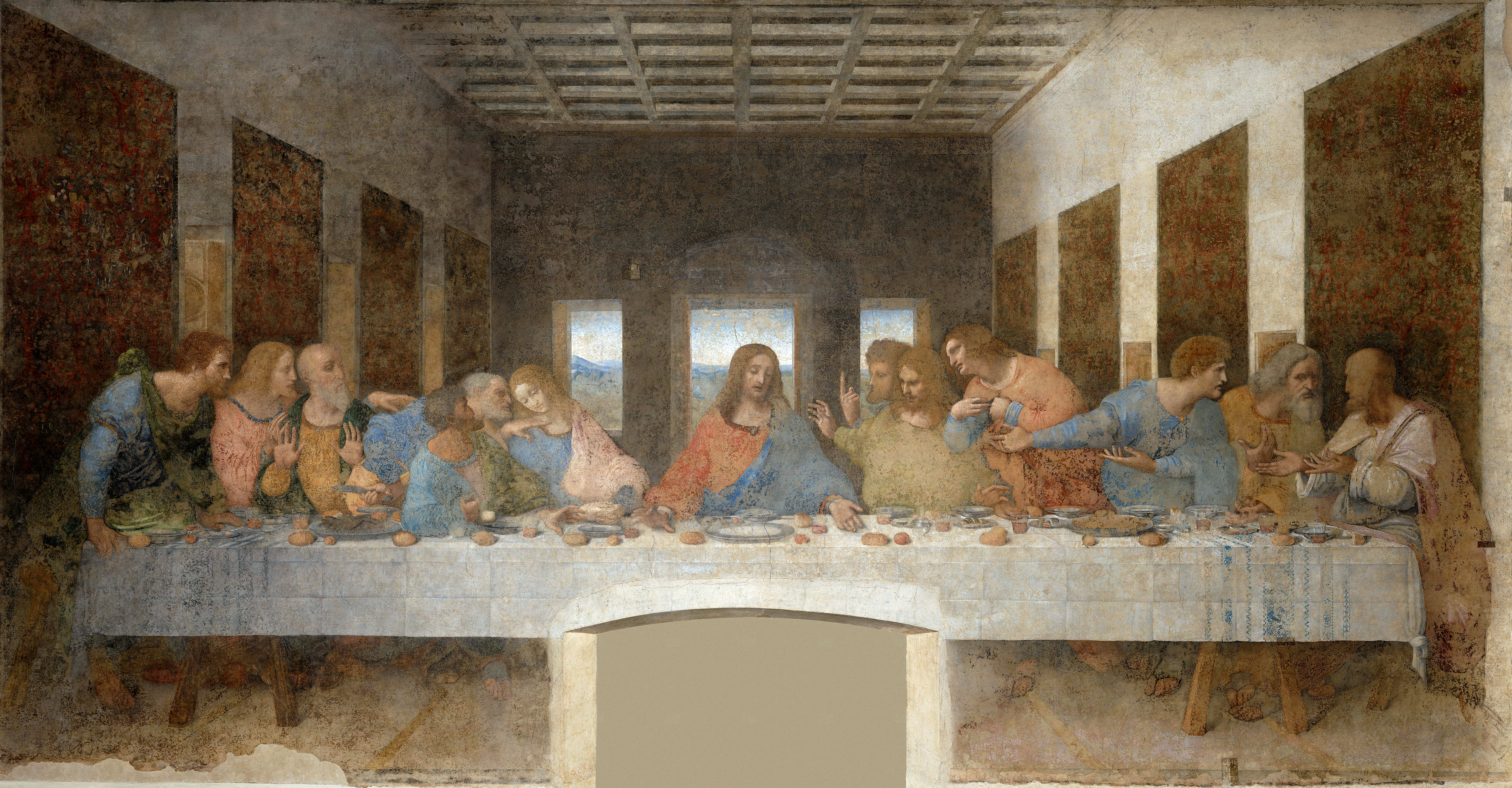
최후의 만찬

이른 바 “최후의 만찬”이라고 불리는, 제자들과의 마지막 식사에서, 예수는 새로운 제의(祭儀)가 창시되는 계기를 마련하였다. 유월절 축제가 시작되기 전날에 나누었던 조촐한 식사에서, 예수는 빵과 포도주를 나누며 이를 ‘새 언약’의 축제로 해석하였으며, 사도들에게 이를 행하라고 하였다. 실제로 모든 기독교 교파들은 이러한 사도들의 해석에 따라 성만찬을 집전한다. 하지만 미국 성공회(Episcopal Church of USA,ECUSA)의 존 셸비 스퐁 주교처럼 진보적 신학자들은 복음서에 나오는 예수의 성만찬 제정사를 복음서 저자들이 그들이 속한 교회에서 예배때마다 집전하는 성만찬의 신학적 정당성을 주장하기 위해 창작한 이야기로 보기도 한다.

### 예수의 죽음

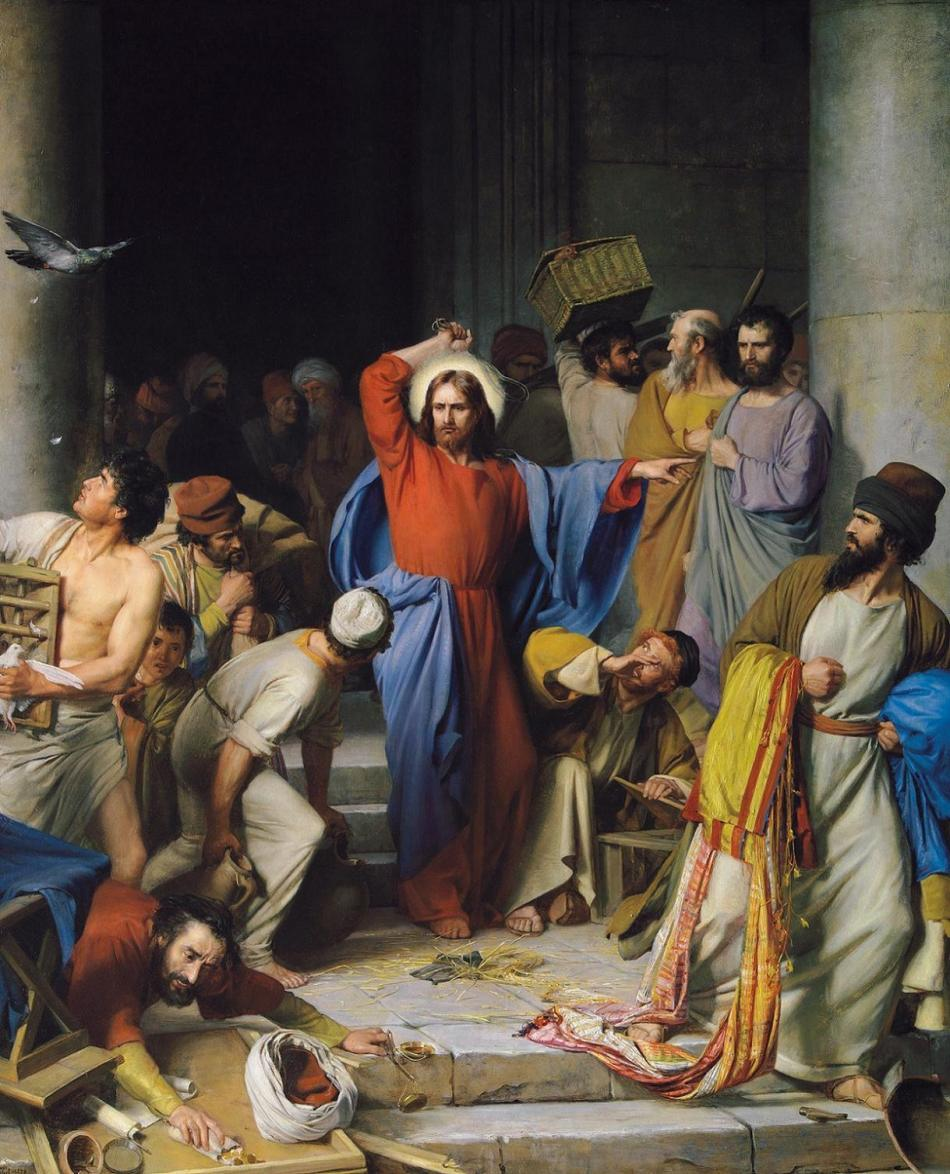
환전상 추방하기, 칼 하인리히 블로흐(Carl Heinrich Bloch) 예수가 성전 정화 사건을 일으키는 장면을 그렸다.

역사적인 차원에서 볼 때, 예수의 죽음은 로마 권력의 물리적 폭력에 의해 정치범으로 처형당한 것이다. 예수가 두 명의 강도와 함께 십자가 처형을 당했다는 사실은 로마인의 눈에 그가 위험한 인물로 보였음을 뜻한다. 당시 로마 제국의 십자가 처형 대상은 정치적 반란자와 반항적인 노예, 두 유형으로 나뉘어 있었다. 헤로데 왕이 죽은 후에 팔레스타인에서 저항이 일어났고 이 반란은 로마군에 의해서 진압되었는데, 당시 사건에 대한 요세푸스의 기록에 따르면, 이를 진압한 로마 총독 바루스가 2천 명에 이르는 유다인을 십자가에 못 박아 죽였다고 한다.
예수의 처형이 일어난 이유도 당시 지배 질서에 반대하는 사회적 예언자 역할을 수행했기 때문이었다. 그는 종말의 때에 하느님에 의해서 새 성전이 세워질 것이라고 보았고, 따라서 기존에 헤로데 왕이 지은 예루살렘 성전은 무너질 것이라고 예언하였다. 이 "종말의 때"에 관련하여 학자들은 역사적 예수가 임박한 묵시적 사건을 언급했는지 아니면 일상의 변화를 언급했는지에 대해서 의견이 분분하다. 알버트 슈바이처까지 거슬러 올라가는 일부 비평적인 성서학자들은 예수가 역사의 종말이 자신이 살아있을 때나 또는 자신이 살던 그 시대에 올 것이라고 믿었다고 주장한다.
그가 자신의 예언을 행동으로 옮긴 대표적인 예로 예수의 성전정화 사건을 들 수 있다. 예수는 그가 예루살렘에서 가르치던 때에 헤로데 성전에서 소동을 일으켰다. 이러한 행동은 상징적인 것으로 보이는데, 성전이 대사건이 일어날 때에 파괴될 것이라는 예수의 예언과 연관된 것으로 해석되었다. 이 사건을 일으킨 후에 예수가 즉각 체포되지 않았기 때문에 바트 어만은 이 사건이 극적인 것은 아니라고 보았고, 다만 권력 기관에서 예수를 주목하게 만들었다고 주장하였다. 결국 성전의 지도자이었던 대제사장은 예수를 문제의 인물로 보고 체포한 후, 로마 총독 폰티우스 필라투스에게 보내어 형을 집행하게 하였다.

### 부활한 예수와 그리스도론의 태동

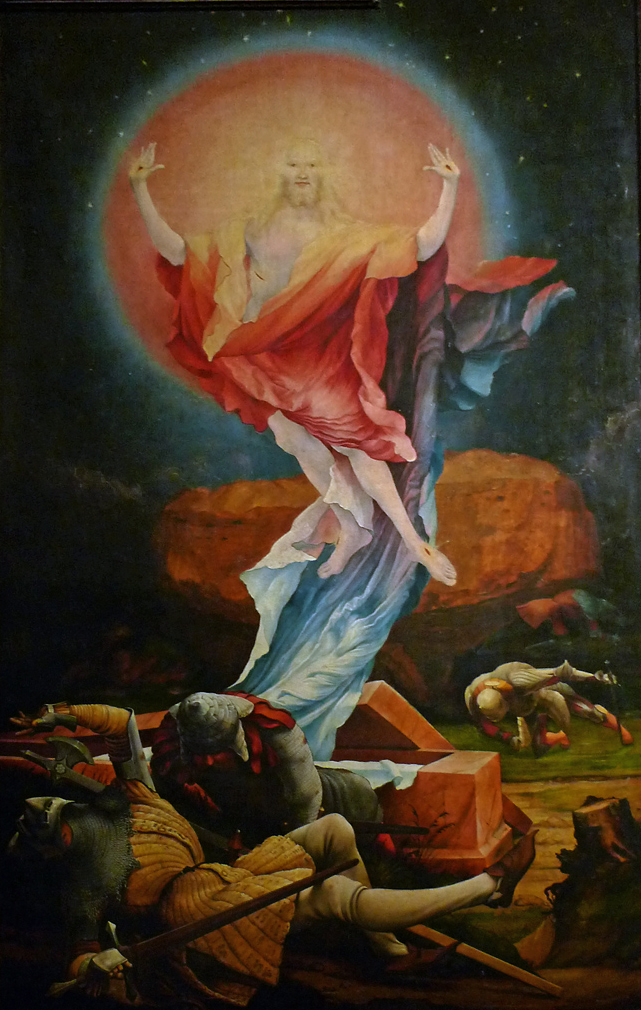
부활하는 예수

예수가 십자가 위에서 죽으시고 장사되신 후 복음서들의 보도에 따르면 새벽 일찍 여인들이 예수의 무덤으로 갔으며 예수는 가장 먼저  이 여인들 막달라 마리아( 마가복음16:9) 와 또 다른 마리아에게 ( 마태복음 28: 9 ) 나타나셨다.  바울서신에서는 부활하신 예수가 베드로에게  나타나 신 것에서부터  시작해 보도하며  ( 고린도전서 15:5) 여인들은 생략되어있다.  그 뒤로 다른 제자들에게도 나타났다. 제자들은 예수가 살아 있다는 확신을 갖게 되었다. 하느님께서 유대 민족의 구원을 위해 결정적으로 개입하실 것이라는 희망이 애초에 제자들의 예상했던 바와는 다른 방향으로 실현되었다고 그들은 믿었는데, 이는 당시 유대인들이 세상을 바꾸는 힘있는 메시아를 기다린 반면에, 예수는 십자가에 처형당했기 때문이다. 제자들은 예수라는 인물과 그의 삶을, 그들의 부활 체험 이후에 새롭게 해석하게 되었다. 그들은 예수가 메시아였음을 인정했다. 다만 예수는 제자들이 전혀 예견하지 못했던 메시아, 즉 고난 받는 구세주였다. 생전에 예수는 자신에 대한 지나친 기대를 거부하면서, 자신을 사람의 아들 즉 인자(人子라고 표현했다. 이제 제자들은 예수가 ‘사람의 아들’, 즉 다니엘서 7장 13절부터 14절에 나오는 “인자(사람의 아들) 같은 이”로서 하늘과 땅의 모든 권세를 넘겨받은 ‘사람의 아들’이었음을 알게 되었다. 제자들은 예수가 이제 하느님의 오른편으로 옮겨갔다고 여겼기 때문에, 스데파노(스데반) 부제는 순교 직전 하느님의 오른편에 계신 예수가 보인다고 말했다.
초기 기독교도들은 유대교 내부의 운동들과 유사한 형태로 운영되었는데, 신약성서 사도행전에 따르면 그들은 함께 식사하였고 소유물을 공유하였다. 유대교와 기독교의 분리 과정을, 신학자에 따라서는 다음과 같이 언급하기도 한다. 기독교는 초기에는 나사렛 사람, 나사렛 도둑들, 나사렛파 등으로 불리던 유대교 분파였으며, 율법 등의 유대교 전통을 강조하는 히브리파 기독교와 율법으로는 하느님과 올바른 관계를 가질 수 없다고 해석, 믿음을 통한 구원을 강조하는 헬라파 기독교로 양분되어 있었다는 것이다. 실례로 사도행전을 보면 예루살렘 교회의 신자들은 ‘율법을 열심히 지키는 기독교인’들이었던 반면(사도행전 20:21~22), 이방인의 사도(갈라디아인들에게 보낸 편지(갈라디아서) 2:7)라고 불리는 사도 바울로는 갈라디아서에서 율법이 아닌 믿음을 통한 구원을 강조하고 있다(갈라디아인들에게 보낸 편지 2:16). 이들은 서로 화합하지 못하고 끊임없이 대립했는데, 예루살렘 교회 신자들은 바울로를 ‘모세의 가르침을 본받지 말라고 선동하는 자’라고 생각했고, 사도 바울로는 모세 율법을 지키는, 즉 유대교와 단절하지 않은 히브리파 기독교인을 그리스도 안의 자유를 누리지 못하게 하는 거짓 형제, 가짜 신도라고 생각했다. 모세의 율법을 지키지 않으면 구원받지 못할 것이라고 가르친 예루살렘 교회의 교사들과 안티오키아 교회의 사도 바울로, 바르나바가 논쟁을 벌였다는 사도행전의 보도도 이들의 대립을 잘 말해준다. 하지만 85년부터 예수를 그리스도라 고백하는 기독교도는 유대교에서 축출되기 시작했고, 기독교도를 ‘나사렛 도둑’이라고 비난하는 기도문까지 발표되면서 결국 기독교는 유대교의 분파에서 유대교에서 독립된 종교로 성격이 바뀌게 되었다.

## 연구의 역사
역사적 예수 연구자들은 복음서나 사도들 특히, 사람으로 오신 예수를 본 적이 없는 바울이 쓴 바울서신들이 예수에 대한 교리를 전할 뿐, 하느님의 나라(복음서에서는 하느님의 나라를 하느님 나라, 천국, 하늘나라, 앞으로 오게 될 아버지의 나라, 그분의 나라로도 묘사한다.), 곧 앞으로 오게 될 나라의 임박성을 선언했던 역사 인물로서의 예수(역사적 예수)를 전하지는 못한다고 생각한다. (독일의 루터교 신학자 루돌프 불트만은 복음서를 예수에 대한 교리의 집산이라고 했다.)
따라서 역사적 예수 연구자들은 복음서나 사도들의 서신 속의 교리적 예수가 아닌, 역사적 인간으로서의 예수를 추구한다. 이를테면, 예수의 죽음에 대한 관점의 경우 교리적 예수는 세상의 죄를 대신해서 희생된 제물이라면, 역사적 예수는 로마 제국에게 위험인물로 규정되어, 십자가형으로 숙청된 순교자이다.
오늘날 진행되는 역사적 예수의 세 번째 연구 ( 제 3 탐구 )는 급진 또는 진보적 스팩트럼을 보여주는 로버트 프라이스나 존 크로산이 포함된 예수 세미나, 중도의 노선을 이루는 루크 존슨, 제임스 던, 복음주의 원숙함이 미를 보여주는 대럴 복에 이르기까지 상당히 폭 넓은 관점에서 연구가 진행 중이다.[ 로버트 프라이스, 존 크로산, 루크 존슨, 제임스 던, 대럴 복, <역사적 예수 논쟁: 예수의 역사성에 대한 다섯가지 신학적 관점 >, 제임스 베일비, 폴에디 편집, 손혜숙 옮김, 새물결 플러스, 2014를 보라]
20세기 이후 역사적 예수에 대한 연구는 성공회 신학자인 마커스 보그(Marcus Borg), 세계적인 로마 가톨릭 교회 신학자이자 성서학자인 존 도미니크 크로산 등의 예수 세미나 운동 시작을 통해 진행되고 있다.
대한민국에서는 한국 기독교 연구소에서 크로산 등의 신학 문서들을 출판하여, 역사적 예수에 대한 연구 성과들을 소개하고 있다.
역사적 예수 연구사는 크게 네 시기로 분류할 수 있는데, 옛 연구(Old Quest), 연구 포기(No Quest), 새로운 연구(New Quest), 세 번째 연구(최근, Third Quest)이다.

### 제1기 옛 연구
함부르크 대학교의 극동 언어학 교수 헤르만 사무엘 라이마루스(Herman Samuel Reimarus, 1694년-1768년)는 〈하나님을 이성적으로 경외하는 자를 위한 변호 혹은 보호 서신〉이라는 글에서 예수에 대한 교리가 아닌, 임박한 종말을 가르친 예수의 삶을 보아야 한다며 ‘역사적 예수’ 문제를 제기하면서 역사적 예수 연구 방법론에서 기여하였다. 그는 실제 예수와 복음서에 묘사된 교리 속의 예수 사이에 차이가 있다고 주장했다. 예수는 스스로를 정치적 메시아로 여기고 유대교를 개혁하려고 했을 뿐, 새로운 종교를 창시할 생각은 없었다는 것이다. 1744년에서 1767년까지 헤르만 사무엘 라이마루스는 기적을 거부하고 성서의 저자들을 사기꾼이라고 고발하는 논문을 저술하였으나, 그의 발견을 출판하지 않았다. 라이마루스가 죽은 뒤에 고트홀트 레싱은 라이마루스의 결론을 볼펜뷔텔 유고("Wolfenbuettel fragmente")에 담아 출판하였다.

### 제2기 연구 포기

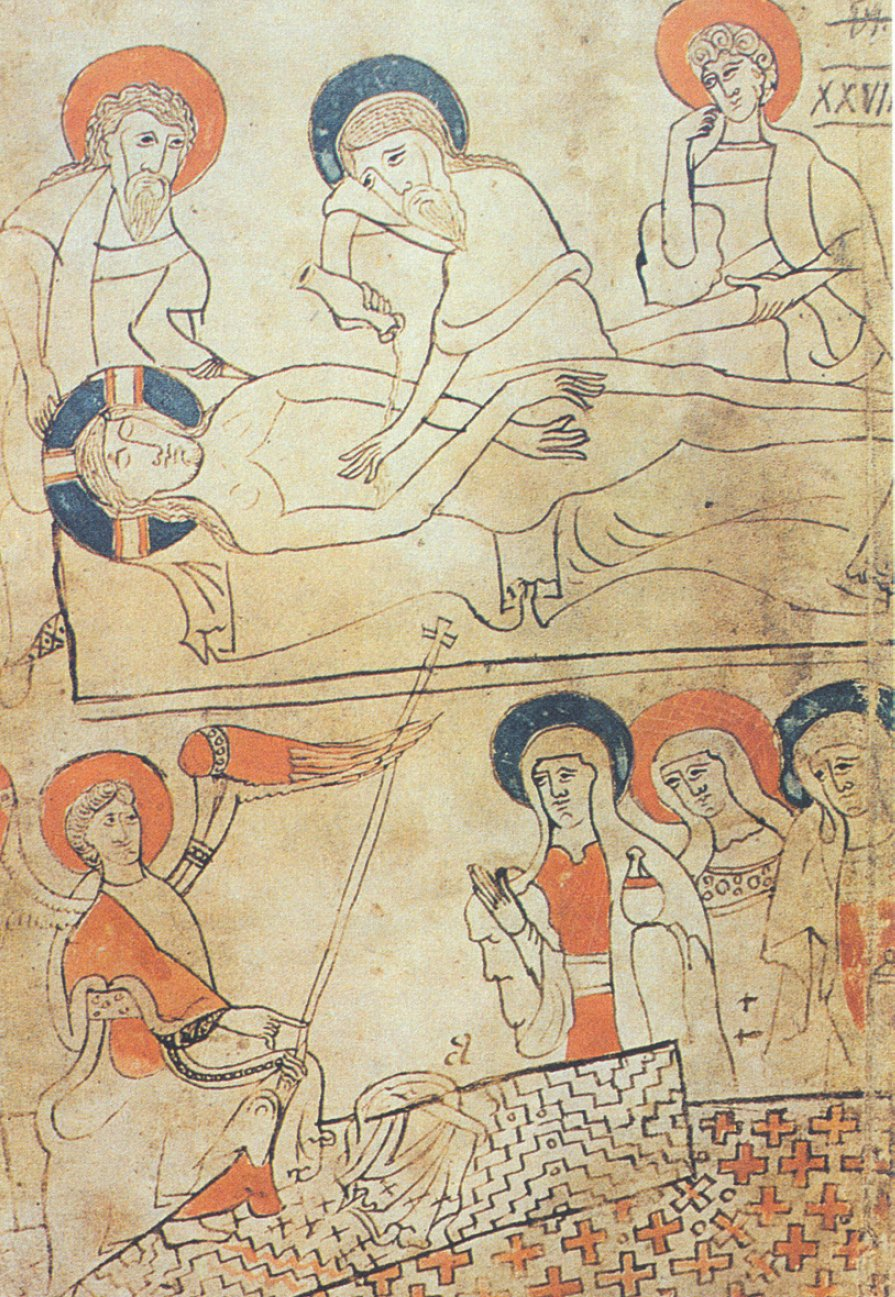
예수의 매장과 부활

라이마루스 이래, 자유주의 신학자들은 “예수에게서 교리적 그리스도를 분리하겠다.”라는 시도에 따라 숱한 예수전을 쏟아냈다. 다비드 스트라우스는 자신의 예수전에서 근대적인 의미에서의 복음서 비평을 하였다. 스트라우스는 복음서의 기적이 자연적인 사건을 오해하거나 잘못 전달된 것이라고 설명했다. 요제프 르낭(Joseph Renan)은 예수를 단지 인간적인 존재로만 묘사한 첫 번째 사람이었다.
그러나 이러한 자유주의 신학자들의 예수전은 계몽주의에 근거하여 예수를 도덕적인 모범으로 이상화하던 자유주의 신학자들의 그리스도론이 투시되는 데 그쳤다.
자유주의 신학자들의 그리스도론은 시대착오적이었다. 예수가 살던 시대에는 자본주의가 태동한 부르주아 혁명 또는 시민혁명이후에 주장된 인권, 민주주의, 사회적 정의사상같은 것들은 없었다는 것을 생각하지 못했다는 뜻이다. 예수의 삶과 사상이 급진적인 것도 그가 예언자였기 때문이지, 사회적 정의사상이니, 인권이니 하는 현대적인 사상들을 가졌기 때문이 아니다. 즉, 고대인 예수에게 현대적인 도덕을 찾는 것은 예수를 만들어내는 것이지, 역사적 예수를 찾는 것이 아니다.

#### 제2세대 역사적 예수 연구 붕괴
수백 개나 되는 예수전을 분석한 신학자들은 역사적 예수 연구가 사실상 불가능하다는 주장을 제기하였다. 예수전 연구의 첫 시작자는 알베르트 슈바이처 신학박사이며, 루돌프 불트만에 이르기까지 역사적 예수 연구는 방법론적 회의와 신앙적 불필요성으로 말미암아 사실상 붕괴되었다. 특히 루돌프 불트만은 역사적 예수 연구가 방법론적으로 불가능하며 신학적으로 필요가 없음을 강력히 주장하여, 그의 신학이 신약성서 신학계를 지배한 시기 동안 어떠한 역사적 예수 연구서도 출판되지 않았다. 방법론적으로 불가능한 이유는 우리에게 주어진 복음서 본문이 역사적 예수의 생애를 재구성하려는 목적에서 기록되지 않았기 때문이고, 신학적으로 필요 없는 이유는 역사적 예수는 신약신학의 대상에 포함되지 않기 때문이다. 불트만은 기독교 신앙이 부활절 이후에 등장했다고 생각했고, 따라서 역사적 예수는 부활한 예수의 "전임자"일 뿐 기독교 신앙과 본질적인 관련성이 없다고 보았다.

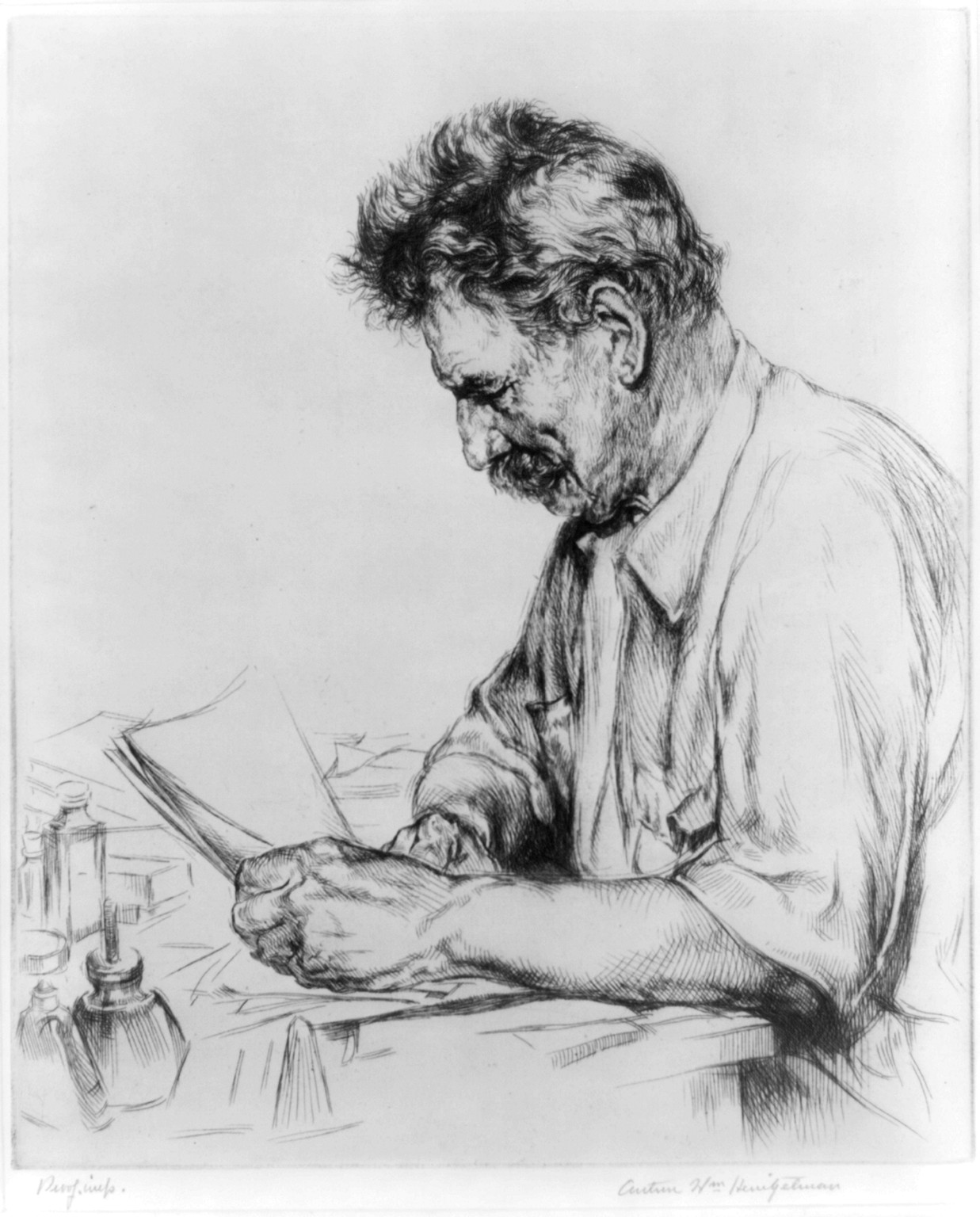
알베르트 슈바이처

- 알베르트 슈바이처는 《예수의 생애 연구사》(1913년작, 원제 : 《라이마루스에서 브레데까지》)에서 자유주의 신학의 예수전들이 사실은 글쓴이가 갖고 있던 생각과 당시 시대 배경을 역사적 예수에게 투사한 것이라고 규명했다. 그리하여 예수전에 나타난 역사적 예수의 모습은 초기 자유주의 신학자들이 생각하던 도덕적으로 이상적인 인간의 이미지일 뿐, 실제 역사적 예수의 모습이라고 할 수 없음이 밝혀졌다. 슈바이처에게 예수는 묵시적 종말론자, 곧 하느님의 나라가 가까이 왔음을 선언한 인물이었다.[76] 신학자 정승우에 의하면 슈바이처는 예수가 하느님나라의 도래를 기대했는데 자신의 기대대로 되지 않자 스스로 죽음을 선택함으로써 하느님나라가 올 것을 촉구했다는 것이다.[90]
- 신학자 브레데는 마르코 복음서가 당시 초대 교회가 갖고 있던 믿음의 내용을 표현한 것임을 밝혔다. 다시 말해, 예수가 고난 받는 순교자적 메시아라는 신앙이 메시아적이지 않은 예수의 삶을 메시아적으로 쓰게 만들었다는 것이다.[91] 슈미트는 원래 작은 조각들로 나뉜 자료로부터 공관 복음서를 누군가가 편집하여 긴 이야기로 만들었다고 주장했다. 원래 복음서는 예수의 수난 이야기라는 단편적인 예수 전승이었으나, 복음서 저자들이 내용을 추가하였다는 주장이다. 이로써 복음서를 연구해 역사적 예수를 알 수 있다는 희망이 붕괴되었다.
- 종교사 연구는 예수가 유대교인이며, 기독교는 예수 부활 사건 이후에 유대교를 모태로 시작되었다고 규명했다.[92]

### 제3기 새로운 연구
불트만이 역사적 예수 연구를 부정적으로 생각했음에도 불구하고 그의 제자들인 에른스트 케제만과 보른캄은 역사적 예수에 대한 질문을 다시 제기하였다.
| “ | 다른 신학자들은 역사적 예수 연구에 대해 비판적이어서, 독일의 루터교회 신학자인 루돌프 불트만(Rudolf Bultmann, 1884년~1976년)은 역사적 예수의 모습을 찾으려 하는 것은 불가능하고, 기독교 신앙의 관점에서 볼 때 역사적 예수의 모습을 찾아야 할 필요도 없다고 주장하였다. 반면 루돌프 불트만의 제자인 에른스트 케제만과 귄터 보른캄 등은 역사적 예수에 대한 질문을 다시 제기하였다. 십자가에서의 죽음과 부활 이후 하느님의 아들이자 그리스도가 된 예수는 이미 이 땅 위에서의 삶 속에서 부활 이후의 고양을 위한 ‘발판’을 마련했을 것이라고 보고, 그 ‘발판’이 무엇인지를 묻는다. | ” |
|   | — 게르트 타이센, 아테네 메르츠, 《역사적 예수》 |   |

케제만은 옛 스승 불트만에 반대하여 초대 교회가 예수의 생애에 대해 정말로 관심을 가지고 있었으며, 만일 그렇지 않았다면 예수의 생애에 대한 내러티브(Narrative,이야기)들을 기록하지 않았을 것이라고 주장했다. 다른 학자들도 하느님 나라를 선포했던 ‘나사렛 예수’와 교회에 의해 선포되었던 ‘그리스도’ 사이의 연속성 문제에 관심을 가지게 되었다. 따라서 이 시기는 소위 후기 ‘불트만 학파의 시기’로도 불리며, 역사적 예수와 케리그마의 그리스도 선포 사이에 연속성이 강조되었다.

### 제4기 세 번째 연구
니콜라스 토마스 라이트(Nicolars Thomas Wright, 약칭 N.T 라이트, 톰 라이트)는 1992년 ‘새로운 연구’에서 ‘세 번째 연구’를 분리했다. 그의 구별은 세 번째 연구가, 예수가 종말론적인 예언자(預言者), 즉 하느님 나라의 임재를 알린 예언자였으며, 당시의 유대교에서의 위치를 강조한다는 데 바탕을 두었다.
그러나 ‘새로운 연구’와 ‘세 번째 연구’를 시대나 내용별로 엄격하게 분리하기가 힘들고, 제3기의 연구가 더 낡은 연구도 아니다. 따라서 이 연구의 분리는 단순한 시간상의 분리라고 보는 것이 더 바람직하다.
1970년대에 시작되어 현재까지 계속되고 있는 것이 역사적 예수에 대한 세 번째 연구이다. 대부분 역사적 예수 연구가 독일 내지는 유럽 대륙에서 진행되어 왔었으나, 최근에는 미국에서 활발하게 진행되고 있다. 제3기의 연구자들은 역사적 예수를 유대교와 초기 기독교 이단으로부터 분리시켜서 그 예수에 기초한 기독교의 정체성을 분명히 하려고 했다. 하지만 제4기의 연구자들은 예수 당시의 사회적 환경에 주목하면서, 당시 이단으로 규정되었던 영지주의 자료도 역사적 예수 연구에 활용하려고 했고, 각각 그 주장이 서로 달라 일반화하기 어렵다.
이 연구가 이전 연구와 다른 것은 역사에 대한 변화된 인식이다. 현대에 들어서 정치, 종교적 경험, 경제 같은 분야들이 서로 나뉘어 있었지만, 지금은 점점 모든 분야를 사회적 실존의 통합된 측면들로 보게 되었다. 역사에서도 마찬가지로 역사적 사건에 대한 보도와 역사 내러티브를 쓰는 것은 점차 해석적이며 신학적인 작업으로 여겨지게 되었다. 이를테면, 역사적 예수 연구를 위한 복음서 연구에서, 과거에는 역사적인 핵심을 찾기 위해 본문에서 나타나는 신학적인 단층들을 밝히고 제외시키는 작업을 했지만, 세 번째 연구에 이르러서는 복음서 본문의 어떤 층위에도 역사와 신학이 함께 담겨 있으며 그 둘은 분리될 수 없음을 당연히 여긴다.
신학자들의 모임인 예수 세미나의 복음서에 대한 학문적인 비평이 주목받기도 했다. 예수 세미나는 로버트 펑크(Robert W. Funk)와 존 도미니크 크로산(John Dominic Crossan)이 공동 회장으로 있는 캘리포니아의 웨스타 연구소(Westar Institute)와 관련된 신약학자 74명으로 이루어진 단체이다. 이들의 작업은, 기독교 신앙이 교회의 케리그마가 아니라 예수의 언어와 행태에 뿌리를 두고 있다는 확신에서 출발한다. "신앙의 기초는 예수의 비유 및 격언, 지혜말씀, 그의 전복적 행위이며", 복음서는 기록 당시의 교회가 처한 삶의 정황을 제일 먼저 보여주지만, 그 안에는 당시 기독교 초기의 신앙공동체가 처했던 정황과는 다른 역사적 예수의 말과 행동이 숨겨져 있다고 그들은 생각했다. 예수 세미나는 자신들의 기준에 따라 복음서의 언급들을 분석하고 평가한 후에, 역사적 예수가 "모든 종말론적인 메시지를 거부하고 사회적으로 소외된 사람들과 가깝게 지낸 지혜자이며 굳어진 관습에 도전한 사회비평가"이었다고 주장하였다.
그러나 예수 세미나에는 미국 캘리포니아 지역의 학자들이 주로 참여한 데다가 대다수가 자유주의 신학자였기 때문에 대표성과 신학적인 형평성이 부족하다는 지적이 있다. 그래서 미국 동부 아이비리그 대학의 신학자들과 독일 신학자들은 예수 세미나의 주장에 동의하지 않는 편이다. 예를 들어, 예수의 유대적 배경과 행동 양태를 강조하는 입장의 학자들은 예수 세미나에서 말하는 전복적 지혜교사로서의 예수상(像)에 동의하지 않는다. 옥스퍼드 대학교수를 역임한 베르메스(Geza Vermes)는 역사적 예수를 철저하게 유대적인 맥락에서 이해하려고 한다. 그에 따르면 예수는 카리스마적 권위를 지닌 인물로, 율법을 가르치고 병자들을 치유한 갈릴래아의 랍비였다. 예수 당시의 유대 사회에는 기적 수행자로 이름 난 사람들이 있었는데, 예수도 갈릴래아 지역에서 그들과 같은 기적 수행자였다고 본다. 레이먼드 브라운(Raymond E. Brown)은 예수 세미나의 로버트 펑크가 말한대로 예수가 "겸손한 갈릴의 현자"이었다면, 아리스토텔레스와 플라톤과 세네카 같은 "다른 고대의 선생들과 달리 어떻게 하나의 종교의 기초를 형성할 수 있었겠느냐"고 지적하였다.

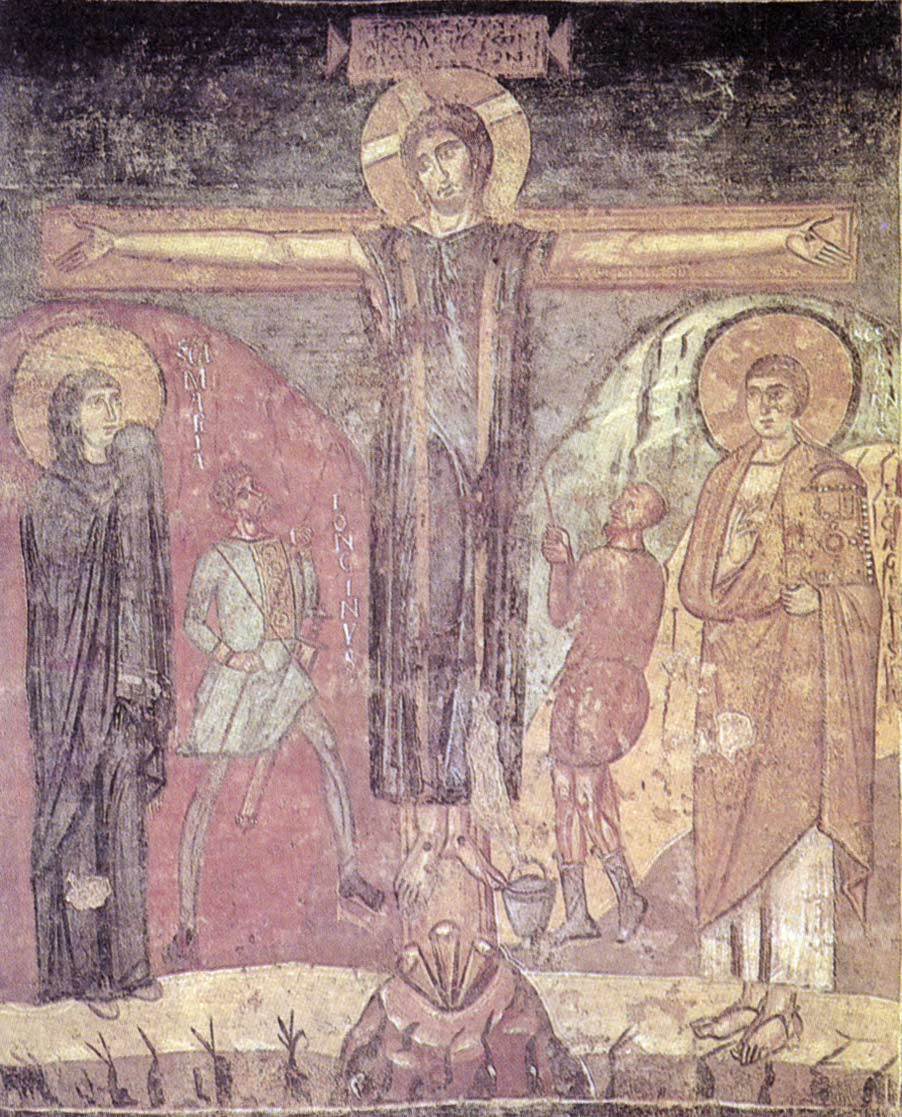
십자가에 달린 예수

제4기 연구자들은 한 유대인으로서 예수는 제2 성전 시기의 유대교 신앙과 관습의 다양성 안에서 이해되어야 한다는 것이다. 또한 제자를 가르치는 한 선생으로서 예수는, 그의 주변에 모아지고 십자가 처형 이후에도 지속되었던 공동체에 결정적인 영향을 끼친 분으로 이해되어야 한다고 본다. 갈릴래아 사람으로서 예수는 일상생활의 문화적 현실 안에서 또는 그것에 반해서 활동하였다. 그의 메시지는 당시 1세기 팔레스타인 세계의 사회적·경제적·정치적·종교적 현실과 밀접하게 연관된다. 이러한 것을 고려하면서 세 번째 연구는 “예수가 왜 십자가에 달렸는가?”라는 한 가지 가장 우선적인 질문을 제기하였다. 세 번째 연구에 따르면 로마인들이 예수를 십자가에서 처형한 것으로 결론짓지 않으면서 사회·역사적이며 신학적인 의미를 지니고 있다고 주장하는, 역사적 예수의 생애에 대한 어떠한 해석도 잘못된 것이다.

## 기독교 자료
역사적 예수 연구에서는 예수의 모습을 규명하는 사용하는 자료와 그 자료의 가치에 대한 평가가 중요한데, 어떤 자료를 높이 평가하느냐에 따라 재구성되는 예수의 모습이 달라지기 때문이다.

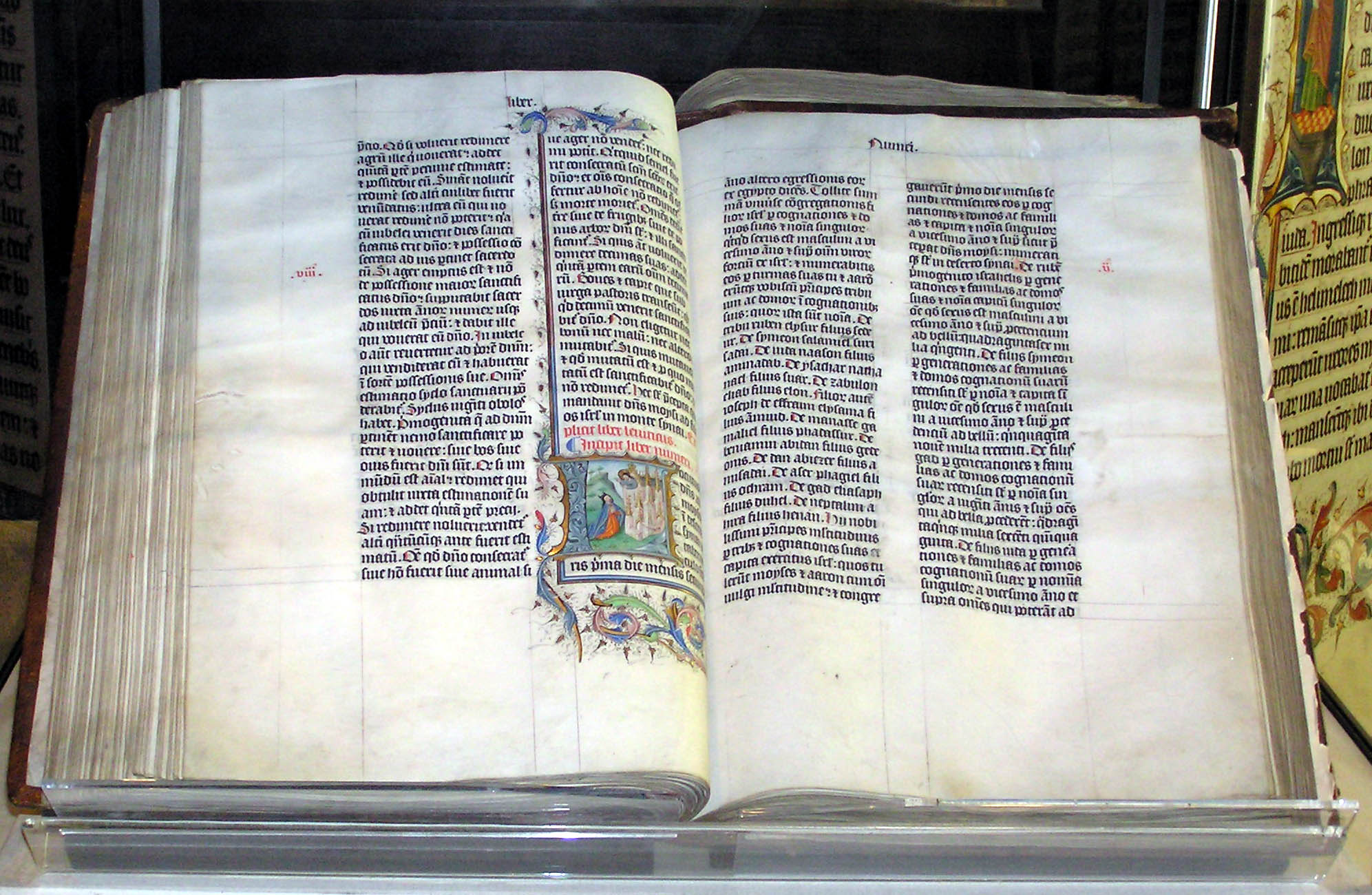
라틴어성서(1407년)

역사적 근접성은 단순한 연대 추정을 의미하지 않는다. 이를테면, 신약성서 가운데 가장 빨리 기록된 것은 데살로니카인들에게 보낸 첫째 편지로 바울로가 서기 51년경에 데살로니카 교회에게 보낸 것이다.
기독교 자료에 관한 가장 큰 쟁점 중 하나는, 외경이 지니는 역사적 가치의 문제이다. 토마 복음서(도마복음)나 유다 복음서(유다복음)를 비롯한 외경들은, 초대 교회에서 이단으로 여겨졌던 영지주의 계통에서 만들어진 경우가 많다.
일부 학자들은 신학적으로 정통 교리와 다른 내용을 가진 외경 자료라도, 역사적인 가치에 있어서는 정경과 동등하다고 보기도 한다. 예를 들어 토마 복음서의 경우, 2~3세기경 기독교 영지주의자들이 남긴 문서로서, 공관 복음서에 나타난다고 추정되는 예수의 어록, 소위 Q 자료와 마찬가지로 114개의 예수 어록만으로 구성되어 있다. 존 도미니크 크로산(John Dominic Crossan)이나 헬무트 쾨스터(Helmut Koester) 같은 학자들은 토마 복음서가 공관 복음서와는 확연히 다른 전승 계보를 지니고 있다고 주장한다. 이것은 토마 복음서가 공관 복음서보다 더 이른 시기의 예수 어록을 담고 있을 수 있다는 가정을 가능케 한다. 또한 신약성서학자 브래드 스캇도 겨자씨가 가장 작으나 나중에는 새가 깃들 정도로 자란다는 겨자씨 비유가 토마 복음서에도 언급되어 있다고 주장한다.
그러나 일부 학자들은 ‘전통적인 주장’을 따라 정경에 속한 복음서만이 역사적 가치가 있는 자료로 인정되어야 한다고 주장한다. 그닐카(J. Gnilka)와 슈낙켄부르크(R. Schnackenburg)는 세 가지 근거를 제시한다.
첫째, 정경이 외경보다 더 오래된 것이다. 슈낙켄부르크에 따르면, 정경 복음서 네 개는 2세기 초반의 것으로 그 연대를 알 수 있지만, 외경은 모두 정경 복음서보다 후대의 것이기 때문이다.
둘째, 정경이 더 신빙성이 있다. 정경은 역사적으로 비교적 믿을 만한 내용이지만, 외경은 전설이나 부분적으로는 공상적인 이야기들로 가득 차 있다는 것이다. 실제 신약외경인 토마 복음서에는 예수가 어린 시절부터 진흙으로 새를 만드는 기적을 보였다고 주장한다.
셋째, 사도적 전승을 담은 정경이 더 정통성이 있다는 것이다. 외경은 후대에 순수한 기독교 전승을 왜곡시킨 가르침에서 생겨났다고 본다.

## 같이 보기
- 예수
- 기독론 (조직신학)
- 기독교
- 예수의 역사적 실존
- 그리스도 신화론
- 알베르트 슈바이처
- 루돌프 불트만
- 예수 세미나
- 신화적 예수론
- 존 도미니크 크로산
- 마커스 보그
- 정승우
- 리처드 호슬리
- 페르난도 벨로
- 역사적 예수 논쟁
- 예수의 정신건강
- 예수 논쟁 : 갈등속의 전망들

## 참고 자료
- 도올 (2007년 9월 23일). “[도올의 도마복음] 예수는 누구인가? 21. 역사적 예수에 관하여” (HTML). 중앙SUNDAY. 25쪽면. 2008년 6월 28일에 확인함.[깨진 링크(과거 내용 찾기)]
- 역사적 예수/존 도미니크 크로산/김준우 옮김/한국기독교연구소
- _________/게르트 타이쎈, 아테네 메르츠/손성현 옮김/다산글방
- 예수의 생애/엔도 슈사쿠/이평아 옮김/가톨릭 출판사
- 갈릴래아의 예수/안병무 지음/한국신학연구소
- 예수운동과 갈릴리/황성규 지음/한국신학연구소
- 미팅 지저스/마커스 보그/구자명 옮김/홍성사(더이상 책이 나오지 않음)
- 예수와 제국/리처드 호슬리 지음/김준우 옮김/한국기독교연구소
- 그리스도교 이전의 예수/앨버트 놀런 지음/분도
- 예수 역사인가, 신화인가/정승우 지음/책세상
- 누가 예수를 부인하는가/ 루크 티모디 존슨 지음 /손혜숙 옮김 / 기독교 문서 선교회
- 살아있는 예수/ 루크 티머시 존슨 지음 /손혜숙 옮김 /청림 출판사
- "예수의 인간성: 역사적 예수 연구 무엇이 위기인가?" 루크 티모디 존슨 /손혜숙 옮김 / <신학사상 > 133호 특집 5-49 쪽 / 한국신학 연구소
- 역사적 예수 논쟁: 예수의 역사성에 대한 다섯가지 신학적 관점 / 로버트 M. 프라이스, 존 도미닉 크로산, 루크 티모시 존슨, 제임스 D.G. 던, 대럴 L.복 / 제임스 K. 베일비, 폴 로즈 에디 편집/ 손혜숙 옮김 / 새물결 플러스/2014
- 예수 논쟁 : 갈등속의 전망들 / 존 도미닉 크로산, 루크 티모디 존슨, 베르너 H. 켈버 / 손혜숙  옮김 / 기독교 문서 선교회 /2019